# Dobelli
La Dobelli è stata una piccola casa automobilistica italiana, attiva tra il 1902 ed il 1904.
Fondata a Roma da Spartaco Dobelli nel 1903, l'officina si prefiggeva lo scopo di produrre motori a due tempi per uso automobilistico di propria ideazione.
Allo scopo di pubblicizzare la bontà di tali manufatti, Amilcare Dobelli realizzò un'automobile da record di velocità, specialità sportiva tenuta in grande considerazione nella prima metà del XX secolo. La vettura fu presentata al Salone di Torino del 1903. Di fatto si tratta della prima automobile da competizione costruita in Italia.
Le notizie in merito alla produzione aziendale sono molto scarse. Di certo si sa che la "Dobelli" presentò, al Salone dell'automobile di Torino una propria vettura da record con struttura torpedo a due posti.
La vettura era dotata di un motore quadricilindrico in linea a due tempi della cubatura totale di circa 29 200 cc di tipo superquadro ( alesaggio 240 mm x corsa 160 mm), contrariamente alle convinzioni tecniche dell'epoca che prediligevano i motori a "corsa lunga". Il cambio era a 5 marce e la potenza erogata, di circa 150 CV, veniva trasmessa alle ruote posteriori mediante catena.
Spartaco Dobelli dichiarava l'intento di raggiungere i 200 km/h in una prova da record che si sarebbe dovuta svolgere, dopo la chiusura del salone, su un tratto della strada che congiunge Torino a Pinerolo e che, per cause ignote, non venne effettuata.
La Dobelli è ricordata come la vettura dotata del motore automobilistico (non di derivazione aeronautica) di maggior cilindrata, mai costruito nella storia dell'automobile.